# Котятино
Котятино — деревня в Псковском районе Псковской области. Входит в состав Серёдкинской волости.
Расположена в 31 километре к северу от Пскова и в 4 км к северо-востоку от деревни Верхолино.
Численность населения деревни по состоянию на февраль 2021 года составляла 4 постоянных жителя.
До 1 января 2010 года деревня входила в состав ныне упразднённой Верхолинской волости.

## Топографические карты
- Лист карты O-35-XVII Новоселье. Масштаб: 1 : 200 000. Издание 1980 г.